# 師爺雞 (潮州菜)
師爺雞原名草菇雞球，是一道潮州菜，傳說是潮州縣衙的師爺為官紳等食雞不用吐骨而發明的。做法是將雞連皮起肉切成肉片，與切條的熟草菇、芹菜、馬蹄、金華火腿反覆翻撻，加入番薯粉做成球狀蒸熟、打獻而成。